# منطقة جمركية

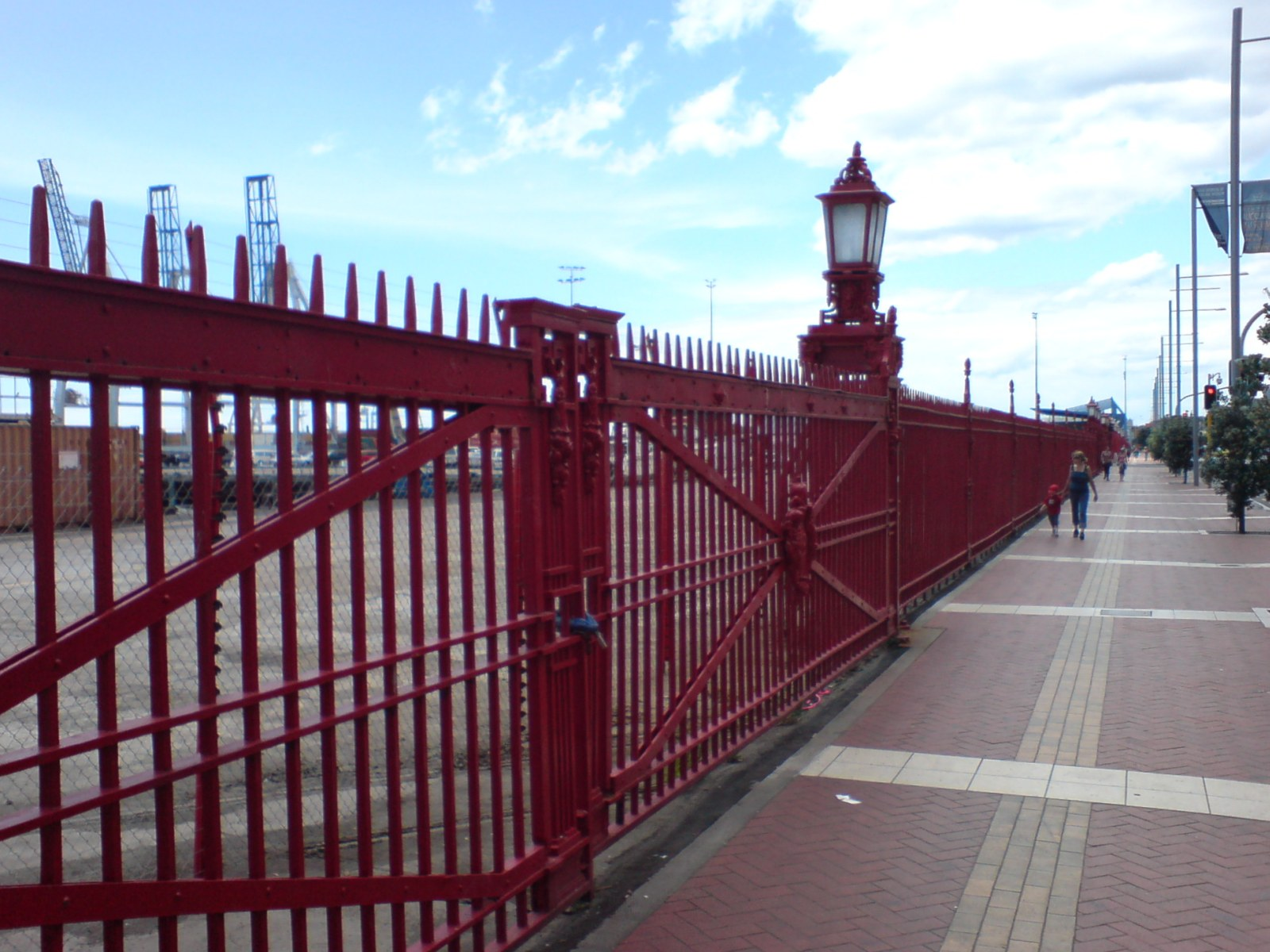
الحافة الجنوبية (الحدود الجمركية) لرصيف ميناء كابتن كوك، في مواني أوكلاند، نيوزيلاندا. هناك سياج كهربي مرئي بشكل خفيف خلف السياج التاريخي.

المنطقة الجمركية عبارة عن منطقة مصممة لتخزين البضائع التجارية التي لم يتم تخليصها جمركيًا بعد. وتكون محاطة بحدود جمركية. وقد قامت معظم المطارات والمواني الدولية بتخصيص مناطق جمركية، وهي في بعض الأحيان تغطي كل المنشأة وتشتمل على مستودعات تخزين ضخمة.
ولأغراض الرسوم الجمركية، يتم التعامل مع البضائع الموجودة في المنطقة الجمركية على أنها خارج البلاد. ويسمح ذلك بتسهيل المرور العابر للبضائع إلى دولة ثالثة بدون مشاركة سلطات الجمارك. ولهذا السبب، يتم إخضاع مناطق الجمارك في الغالب للسيطرة الشديدة وتتم إحاطتها بالسياج لمنع التهريب.
ومع ذلك، تكون المنطقة من الناحية الإقليمية خاضعة للدولة، وبالتالي تكون البضائع الموجودة في تلك المناطق خاضعة للقوانين المحلية الأخرى (على سبيل المثال لوائح قوانين المخدرات والأمان الحيوي)، وبالتالي يمكن أن يتم تفتيشها، أو التحفظ عليها أو إعادتها.

## استخدامات أخرى
في بعض الأحوال الأخرى، يستخدم هذا المصطلح لتعريف منطقة (غالبًا تتكون من عدة دول) تشكل اتحادًا جمركيًا، أو لوصف منطقة في المطارات والمواني يتم تفتيش المسافرين فيها من خلال سلطات الجمارك.